# Ad Wijnands
Ad Wijnands (Maastricht, 10 maart 1959) is een Nederlands voormalig wielrenner. 

## Biografie
Wijnands was prof van 1980 tot en met 1993. Als amateur was hij succesvol in Olympia’s Tour waarin hij in 1979 een etappe won en 2e werd in het eindklassement achter Jos Lammertink. In 1980 won hij ook de amateurklassiekers de Omloop van de Kempen en de Ronde van Zuid-Holland. 
Hierna werd hij professional. In zijn tweede jaar als beroepsrenner won hij het eindklassement in de Ronde van België en won hij de Scheldeprijs.  Ook boekte hij in 1981 onverwachts twee etappeoverwinningen in de Ronde van Frankrijk. In de vijftiende etappe van deze Tour moest hij echter opgeven. Later boekte Wijnands nog enkele etappezeges in de Ronde van Nederland. Op het eind van zijn profcarrière won hij in 1991 het eindklassement van de Ster van Bessèges. 
Ook op de baan kon Wijnands goed presteren. Als zesdaagsenrenner won hij twee maal de Zesdaagse van Maastricht aan de zijde van René Pijnen.
Ad Wijnands woont sinds het einde van zijn wielercarrière in Eijsden.

## Belangrijkste overwinningen en ereplaatsen
1978
- 1e in de 5e etappe Ronde van Luik

1979
- 2e in de Ronde van Midden-Nederland
- 1e in de 3e etappe Olympia’s Tour
- 2e in de 4e etappe Olympia’s Tour
- 2e in het eindklassement Olympia’s Tour

1980
- 1e in de Omloop van de Kempen
- 1e in de Ronde van Zuid-Holland
- 2e in de 2e etappe Olympia’s Tour
- 2e in de 7e etappe Olympia’s Tour

1981
- 1e in de 2e etappe Ster van Bessèges
- 2e in de 3e etappe Ster van Bessèges
- 1e in de GP E5
- 2e in de GP Pino Cerami
- 1e in de 8e etappe in de Ronde van Frankrijk
- 1e in de 10e etappe in de Ronde van Frankrijk
- 1e in het eindklassement Ronde van België
- 1e in de Scheldeprijs
- Winnaar Zesdaagse van Maastricht met René Pijnen

1982
- 1e in de 1e etappe Dauphiné Liberé
- 2e in de 7e etappe Dauphiné Liberé
- 1e in GP Union in Dortmund
- 2e in de proloog Ronde van Romandië
- 2e in de 7e etappe Ronde van Frankrijk
- Ploegentijdrit Tour de France met TI-Raleigh
- Winnaar Zesdaagse van Maastricht met René Pijnen

1983
- 2e in de 3e etappe deel a Catalaanse week

1984
- 1e in de 4e etappe Siciliaanse week
- 5e in Gent-Wevelgem
- 5e in de Amstel Gold Race
- 1e in de 4e etappe in de Ronde van Nederland
- 2e in de 5e etappe in de Ronde van Nederland
- 1e in Grote Prijs Raymond Impanis

1985
- 1e in Antibes
- 1e in de 3e etappe in de Ronde van de Middellandse Zee

1986
- 1e in de 3e etappe in de Ronde van Nederland
- 1e in de Ronde van Belgisch Limburg
- 1e in de Grote 1-mei Prijs
- 3e in Nice-Alassio

1988
- 1e in GP La Marseillaise
- 2e in de 4e etappe Ronde van Romandië

1990
- 1e in Ronde des Pyrénées Méditerranéennes
- 1e in Ridderronde Maastricht
- 2e in de 5e etappe Parijs-Nice

1991
- 1e in het eindklassement Ster van Bessèges
- 3e in de 4e etappe Ster van Bessèges
- 1e in de 1e etappe Ronde van Baskenland

1992
- 1e in de 5e etappe Catalaanse Week
- 1e in de 1e etappe Tour de l’Oise

1993
- 1e in Ridderronde Maastricht

## Resultaten in voornaamste wedstrijden
| Jaar | Ronde van Italië | Ronde van Frankrijk | Ronde van Spanje |
| ---- | ---------------- | ------------------- | ---------------- |
| 1981 |                  | opgave (2)          |                  |
| 1982 |                  | 53e                 |                  |
| 1983 |                  |                     |                  |
| 1984 |                  | 108e                |                  |
| 1985 |                  | 106e                |                  |
| 1986 |                  |                     |                  |
| 1987 |                  |                     |                  |
| 1988 |                  |                     |                  |
| 1989 |                  |                     |                  |
| 1990 |                  |                     | 122e             |
| 1991 |                  |                     |                  |
| 1992 |                  | opgave              |                  |

| Jaar | Milaan-San Remo | Gent-Wevelgem | Parijs-Roubaix | Amstel Gold Race | Luik-Bast.‑Luik | Waalse Pijl | Parijs-Tours | Eschborn-Frankfurt |
| ---- | --------------- | ------------- | -------------- | ---------------- | --------------- | ----------- | ------------ | ------------------ |
| 1981 |                 |               |                |                  |                 | 17e         | 15e          |                    |
| 1982 |                 |               |                | 10e              |                 | 4e          |              | 9e                 |
| 1983 |                 | 15e           |                | 9e               | 14e             | 12e         |              |                    |
| 1984 |                 | 5e            |                | 5e               | 47e             |             |              |                    |
| 1985 | 93e             | 39e           |                |                  | 29e             | 27e         | 13e          |                    |
| 1986 | 18e             |               |                |                  |                 |             | 18e          |                    |
| 1987 |                 |               |                | 35e              | 72e             |             |              | 13e                |
| 1988 | 41e             |               |                | 41e              |                 |             |              |                    |
| 1989 |                 |               |                | 30e              | 82e             |             |              |                    |
| 1990 |                 | 40e           |                | 58e              |                 |             |              |                    |
| 1991 |                 |               |                | 17e              |                 |             |              |                    |
| 1992 |                 | 36e           | 68e            |                  |                 |             |              |                    |